# Parafia Najświętszej Maryi Panny Matki Kościoła w Zabrzu-Helence
Parafia Najświętszej Maryi Panny Matki Kościoła w Zabrzu-Helence – parafia metropolii katowickiej, diecezji gliwickiej, dekanatu miechowickiego Kościoła katolickiego obrządku łacińskiego. Powstała w 1982.

## Historia parafii
Parafia została erygowana 19 marca 1982. Od tego samego roku parafia prowadzi księgi chrztów, ślubów i zgonów. Na terenie parafii działa Towarzystwo Świętego Franciszka Salezego – SDB.

## Proboszczowie
- ks. Herman Piechota (1982–1992)
- ks. Franciszek Grabelus (1992–2009)[3]

- ks. Krystian Sznura (od 2009)[4][2]

## Obszar parafii
Parafia obejmuje następujące ulice:
Baczyńskiego, Harcerska, Jaworowa, Joliot-Curie, Jordana 29–115 i 40–90, Niepokólczyckiego, Łapkowskiego, Pawłowa, PCK, Prusa, Robotnicza, Wawrzyńskiej, Witkacego, Wybickiego, Zamenhofa

### Przedszkola i szkoły
- Salezjański Zespół Szkół Publicznych
- Szkoła Podstawowa nr 30
- Szkoła Podstawowa nr 33
- Przedszkole nr 6
- Przedszkole nr 38

### Kaplice
- pogrzebowa przy Śląskim Uniwersytecie Medycznym (ul. Jordana 19)